# تشاو يان
تشاو يان (بالصينية: 赵燕) (7 مايو 1972 - ) هي لاعبة كرة قدم صينية في مركز حراسة المرمى.

## وصلات خارجية
- تشاو يان على موقع الاتحاد الدولي (مؤرشف)  (الإنجليزية)
- تشاو يان على موقع قاعدة بيانات كرة القدم.إي يو (الإنجليزية)
- تشاو يان على موقع Soccerway.com (الإنجليزية)